# 呂唐
吕唐（越南语：／，?—?），十二使君之一，号吕佐公（越南语：／），据守细江（今兴安省文江县、文林县一带）。967年，被丁部领所灭。